# 나바폴라츠크

시 문장

나바폴라츠크(벨라루스어: Наваполацк, 러시아어: Новополоцк 노보폴로츠크[*], "새 폴라츠크"라는 뜻)는 벨라루스 비쳅스크 주에 위치한 도시로, 인구는 102,335명(2010년 기준)이다.
1958년 대형 정유 시설이 들어서면서 건설되었다. 원래는 정유 시설로 인한 오염을 막기 위해 폴라츠크에서 멀리 떨어져 있는 곳으로 선정되었지만 많은 노동자들이 주택과 병원, 학교 등의 시설을 세우면서 도시가 형성되었다.

## 같이 보기
- FC 나프탄 나바폴라츠크